# Sjakhtarsk
Shakhtarsk (ukrainsk: Шахтарськ) eller Shakhtyorsk (russisk: Шахтёрск) er en by i Donetsk oblast, Ukraine. Regionalt set er byen en administrativ by-enklave, der også består af byerne Tsjystjakove og Snizhne og er omgivet af Shakhtarsk rajon. Den fungerer som administrativt centrum for Shakhtarsk rajon, selv om den ikke tilhører den.
Byen har en befolkning på omkring 48.404 (2021).

## Historie
Byen blev grundlagt i 1764 og voksede til en by fra midten af det 19. århundrede på grund af den øgede udvinding af kul i det omkringliggende område.
Siden 2014 har byen været under kontrol af den internationalt ikke anerkendte Folkerepublikken Donetsk, og ifølge Ukrainske regering hører byen til et område, hvor statsmagtens organer midlertidigt ikke udøver deres beføjelser.
Den pro-russiske konflikt i Ukraine, begyndte i midten af april 2014, og mange byer i Donetsk Oblast blev besat, herunder Shakhtarsk. Den 27. juli 2014 hævdede ukrainske styrker og prorussiske lokale militser, at ukrainske tropper var gået ind i Shakhtarsk. Den 30. juli 2014 genoptog pro-russiske styrker kontrollen med byen.
Den 17. juli blev Malaysia Airlines Flight 17, der var på vej til Kuala Lumpur fra Amsterdam, ramt af et missil og styrtede ned nær Shakhtarsk; alle 298 personer om bord blev dræbt.